# Saddamisme
Le saddamisme (arabe : صدامية, romanisé :  Ṣaddāmiyah ) ou le baasisme saddamiste (arabe : البعثية الصدامية, romanisé :  al-Baʿthīyah as-Ṣaddāmiyah) est une idéologie politique baasiste basée sur les idées politiques et la pensée de Saddam Hussein, qui a été président de l'Irak de 1979 à 2003,. Il prône le nationalisme arabe , le socialisme arabe et le panarabisme , ainsi qu'un monde arabe centré sur l'Irak qui appelle les pays arabes à adopter le discours politique saddamiste et à rejeter « le discours nassérien » qui, selon lui, s'est effondré après la guerre des Six Jours en 1967. Il est militariste et considère les conflits et les disputes politiques de manière militaire comme des « batailles » nécessitant des « combats », une « mobilisation », des « champs de bataille », des « bastions » et des « tranchées ». Le saddamisme était officiellement soutenu par le gouvernement de Saddam Hussein et promu par le quotidien irakien Babil, propriété du fils de Saddam, Oudaï Hussein.

Portrait de Saddam Hussein en 1986, durant la guerre Iran-Irak. Il est représenté en tenue militaire et portant une kalachnikov.

Le saddamisme a souvent été décrit comme une idéologie autoritaire et totalitaire qui visait à contrôler tous les aspects de la vie irakienne, et a été accusé par les critiques d'incorporer « le nationalisme arabe sunnite, le stalinisme confus et le zèle fasciste pour la patrie et son leader », ainsi que de permettre à Saddam de générer un culte de la personnalité tournant autour de lui. Cependant, l'applicabilité de ces étiquettes a été contestée.

## Étymologie
Le terme « Saddamisme » (Saddamiyyah) ou « nouvelle ère arabe » a été inventé par les médias irakiens , incarnant les qualités de leadership particulières de Saddam Hussein et les liens étroits entre lui et le peuple.

## Principes

### Baasisme
Saddam Hussein a fondé ses opinions politiques et son idéologie sur les idées de Michel Aflaq, le principal fondateur du Baasisme. Saddam Hussein était également un lecteur avide de sujets sur les forces morales et matérielles dans la politique internationale. Le gouvernement de Saddam Hussein était critique envers le marxisme orthodoxe et s'opposait aux concepts marxistes orthodoxes de conflit de classe , de dictature du prolétariat et d'athéisme ; il s'opposait également à l'affirmation du marxisme-léninisme selon laquelle les partis non marxistes-léninistes sont automatiquement de nature bourgeoise – affirmant que le parti Baas est un mouvement révolutionnaire populaire et qu'en tant que tel, le peuple rejetait la politique petite-bourgeoise.
Saddam Hussein affirmait que la nation arabe n'avait pas la structure de classe de celle des autres nations et que la division de classe se faisait davantage selon des lignes nationales entre Arabes et non-Arabes qu'au sein de la communauté arabe. Cependant, il parlait avec affection de Vladimir Lénine et le félicitait d'avoir donné au marxisme russe une spécificité russe unique que Marx était incapable de faire à lui seul. Il exprimait également son admiration pour d'autres dirigeants communistes, tels que Fidel Castro, Ho Chi Minh et Josip Broz Tito en raison de leur esprit d'affirmation de l'indépendance nationale plutôt que de leur communisme.

### Nationalisme ethnique arabe

Image de propagande irakienne représentant Saddam Hussein en descendant d'Hammurabi.

Saddam Hussein et ses idéologues ont cherché à établir un lien entre les civilisations babylonienne et assyrienne de l'Irak et le nationalisme arabe en affirmant que les Babyloniens et les Assyriens de l'Antiquité étaient les ancêtres des Arabes. Ainsi, Saddam Hussein et ses partisans affirment qu'il n'y a pas de conflit entre l'héritage mésopotamien et le nationalisme arabe.

### Socialisme arabe
Le parti Baas au pouvoir sous le régime de Saddam était officiellement socialiste arabe . Malgré cela, le socialisme de Saddam a été décrit comme « rien d'autre qu'un populisme inégal , combinant une économie d'État étroitement contrôlée avec une certaine mesure de libre entreprise », dans le but présumé de renforcer sa propre position politique.

### Islamisme
Durant la guerre Iran-Irak, Saddam a mis l'accent sur son ascendance prophétique et a utilisé son ascendance chérifienne pour s'appuyer sur une forme classique de légitimité religieuse. Saddam a soutenu le soulèvement islamiste en Syrie de 1980 à 1982 contre les baasistes rivaux de Damas et a fourni aux Frères musulmans syriens insurgés un flux constant d'armes et de fournitures.
En juin 1993, Saddam Hussein lança la campagne de la foi , sous la supervision d' Izzat Ibrahim al-Douri. Cette nouvelle politique visait à promouvoir l'islamisme et à encourager la dévotion populaire à l'islam au sein de la société irakienne. Cette politique a été décrite comme une « politisation à grande échelle de l'islam » par le parti baathiste et a marqué un tournant par rapport au régime plus laïc des années 1980 et 1970. La campagne accordait de plus grandes libertés aux groupes islamistes, allouait davantage de ressources aux programmes religieux, augmentait le recours aux châtiments islamiques et accordait une plus grande importance à l'islam dans tous les secteurs de la vie irakienne, tout en préservant le nationalisme arabe.